# 魯托克島
魯托克島是美國的島嶼，位於太平洋海域，屬於克列尼岑群島的一部分，由阿拉斯加州負責管轄，長6.3公里、寬6.2公里，島上無人居住。
54°02′41″N 165°31′55″W / 54.04472°N 165.53194°W